# Jerry Tuite
Jerry Tuite (27. december 1966 – 6. december 2003) var en amerikansk fribryder der blev kendt under navne som The Wall, Malice og Gigantes.

## Biografi

### World Championship Wrestling
Jerry Tuite graduerede fra WCW Power Plant i 1999, og blev medlem af WCW. Han dukkede først op som The Wall, bodyguard til Berlyn. Berlyn er en tysk wrestler, derfor navnet, og derfor var det åbenlyst at hans bodyguard skulle hedde The Wall, en hentydning til Berlinmuren. The Wall gik dog sine egne veje, og blev kendt som en saddistisk mand, der fortsatte med at angribe sine modstandere efter kampe, og smide dem igennem borde. Det gik over stregen da han kastede Crowbar igennem et bord, fra 8 meters højde ved WCW Uncensored i 2000. Da Vince Russo og Eric Bischoff overtog WCW, havde en meget kort fejde med Sid Vicious, men derefter blev han bare kendt som monstret der hjalp New Blood. Han blev dog fyret af Vince Russo, og dukkede op i gruppen Misfits in Action, der bestod af andre fyrede wrestlere. Her ændrede han udsende ved at komme i militær tøj, og afblege sit hår og klippe det om til en mohawk frisure. Han blev nu kendt som Sgt. A-Wall – et ordspil på militær udtrykket A.W.O.L.. Gruppen fejdede med Team Canada, og derfor fejdede A-Wall med deres big-man, Jim Duggan. Herefter fejdede han med Reno fra Natural Born Thrillers, som snød ham fra Hardcore titlen. De to kæmper mødtes ved WCW Halloween Havoc i en hardcore kamp, men Reno genvandt sin titel. A-Wall forrådte med tiden Misfits in Action, og kæmpede mod Hugh Morrus (den tidligere leder af Misfits) ved SuperBrawl:Revenge. Herefter forsvandt The Wall fra WCW, da han prøvede at rette op på sit voldsomme heroin misbrug.

### Total Nonstop Action
Da WCW lukkede, skrev han en kontrakt med WWF, men han blev aldrig brugt, og de fyrede ham pga. hans misbrug. Han blev i 2002 set igen, denne gang i TNA som Malice, og det var tydeligt at hans misbrug havde hærget ham. Her blev han dog pushet som en stjerne, og havde store kampe mod Ken Shamrock og Sabu. Malice wrestlede også i Japan som Gigantes, men d. 6. december, 2003 blev han fundet død på sit hotelværelse. Hans lange misbrug på heroin skyldes som dødsårsagen.